# Fuerteventura

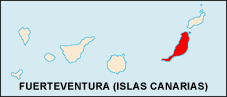
Localização de Fuerteventura no arquipélago das Canárias.

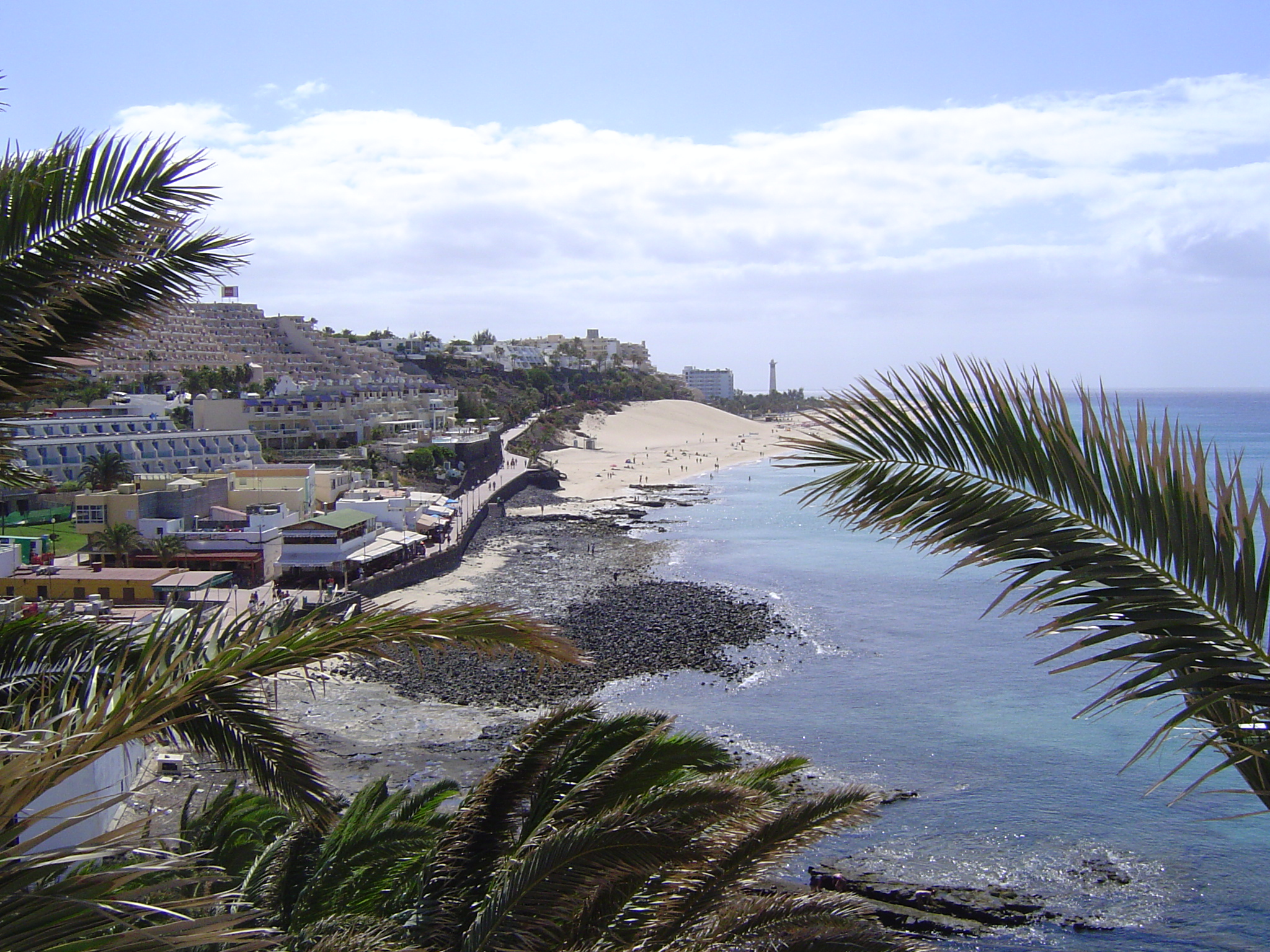
Paisagem de Fuerteventura.

Bandeira de Fuerteventura

Fuerteventura ou, na sua forma portuguesa, Forteventura, é uma das ilhas do arquipélago das Canárias. Situada a cem quilómetros da costa de Marrocos oferece paisagens diversificadas, desde áridos picos de antigos vulcões às enormes extensões de dunas que tornam a ilha muito procurada por turistas europeus.  A principal cidade da ilha é Puerto del Rosario, fundada em 1797. A sua capital é Puerto del Rosario.
No mercado do entretenimento digital, Fuerteventura (em uma escala 1:5) é o cenário do game Tourist Bus Simulator 

## Geologia
A região interior de Fuerteventura é caracterizada pelos cumes de antigos vulcões a dominarem vastas planícies austeras de escassa vegetação e formações rochosas que exibem uma fantástica gama de tons ocres e rosados.

## Celebrações
Como em outras ilhas das Ilhas Canárias destaca o carnaval, é comemorado especialmente em Puerto del Rosario. O outro importante festival da ilha é a festa da Virgen de la Peña, padroeira de Fuerteventura, no terceiro sábado de setembro, em Vega de Río Palmas (Betancuria).